# Perdono (film 1952)
Perdono (This Woman Is Dangerous) è un film del 1952 diretto da Felix E. Feist.

## Trama
Elisabeth Austin, amante di un gangster (Matt Jackson), si innamora di un chirurgo (Dennis Morgan) che l'ha salvata dalla cecità e si propone di diventare una moglie esemplare, ma il fuorilegge non è disposto a rinunciare a lei.

## Produzione
Il film fu prodotto dalla Warner Bros.
Un piccolo classico del melodramma americano anni Quaranta, tratto da un romanzetto strappalacrime di Fannie Hurst e già portato sullo schermo nel 1920. La Crawford è superba nel caratterizzare una diretta discendente di Mildred (l'amante gangster: "non ti vedo da sei giorni". E lei: "e io da sei notti") e riesce a rendere credibile anche l'enfatica conclusione, mentre Feist evita le trappole del sentimentalismo con una robusta scansione delle scene drammatiche. Ottima la fotografia di Ernest Haller, soprattutto quando l'obiettivo si concentra sul tormentato volto dell'attrice. Il violino della colonna sonora è suonato da Isaac Stern (da Mereghetti 2006).

## Distribuzione
Distribuito dalla Warner Bros., venne distribuito nelle sale cinematografiche USA il 9 febbraio 1952. Qualche giorno dopo, il 26 settembre, il film uscì anche in Francia.